# Wanaque
Wanaque és una població dels Estats Units a l'estat de Nova Jersey. Segons el cens del 2007 tenia 11.649 habitants.

## Demografia
Segons el cens del 2000, Wanaque tenia 10.266 habitants, 3.444 habitatges, i 2.689 famílies. La densitat de població era de 496,7 habitants/km².
Dels 3.444 habitatges en un 37,9% hi vivien nens de menys de 18 anys, en un 63,2% hi vivien parelles casades, en un 10,9% dones solteres, i en un 21,9% no eren unitats familiars. En el 16,7% dels habitatges hi vivien persones soles el 5,8% de les quals corresponia a persones de 65 anys o més que vivien soles. El nombre mitjà de persones vivint en cada habitatge era de 2,86 i el nombre mitjà de persones que vivien en cada família era de 3,23.
Per edats la població es repartia de la següent manera: un 24,4% tenia menys de 18 anys, un 6,9% entre 18 i 24, un 31,7% entre 25 i 44, un 25% de 45 a 60 i un 12% 65 anys o més.
L'edat mediana era de 38 anys. Per cada 100 dones de 18 o més anys hi havia 91,4 homes.
La renda mediana per habitatge era de 66.113 $ i la renda mediana per família de 71.127 $. Els homes tenien una renda mediana de 43.675 $ mentre que les dones 33.380 $. La renda per capita de la població era de 25.403 $. Aproximadament el 2,6% de les famílies i el 3,3% de la població estaven per davall del llindar de pobresa.

## Poblacions més properes
El següent diagrama mostra les poblacions més properes.